# Thadée Diffre
Thadée Diffre, né le 24 octobre 1912 à Cambrai et mort le 30 décembre 1971 à Tarbes, est un militaire et fonctionnaire français, compagnon de la Libération. 
Agent de l'administration coloniale, il contribue, au début de la seconde guerre mondiale, au ralliement des colonies africaines à la France Libre puis combat au Moyen-Orient, en Afrique du Nord et lors de la libération de la France. Après la guerre, il effectue une carrière de conseiller auprès de différents cabinets ministériels et présidentiels français et ivoiriens. Sa carrière est interrompue par son engagement d'abord au sein de la Haganah en France puis en tant qu'officier dans l'armée israélienne.

## Biographie

### Jeunesse et engagement
Thadée Diffre naît le 24 octobre 1912 à Cambrai, dans le département du Nord, dans un milieu catholique de la bourgeoisie. Après avoir commencé ses études secondaires à Marcq-en-Barœul, il intègre le lycée Louis-le-Grand à Paris, d'où il sort bachelier.
Désireux de faire carrière dans l'administration coloniale, à l'âge de vingt-quatre ans, il part pour l'Afrique-Équatoriale française où, de 1936 à 1940, il est successivement commis des services civils et chef de subdivision administrative au Congo, alors colonie française.

### Seconde Guerre mondiale
Toujours en poste au Congo au début de la guerre, il n'est pas été enrôlé dans l'armée française pour des raisons de santé. Quand il refuse l'armistice du 22 juin 1940, il envisage de rejoindre le général de Gaulle à Londres. Il contacte pour cela les autorités britanniques mais reste finalement en Afrique. Usant de ses réseaux au sein de l'administration coloniale, il parvient à rallier les territoires sous sa responsabilité à la France libre puis les territoires voisins.
Désireux de combattre, il s'engage au sein du Bataillon de marche no 1 et participe à la campagne de Syrie au cours de laquelle il est blessé. Après sa convalescence, il est promu sous-lieutenant, il est muté au régiment de tirailleurs sénégalais du Tchad avec lequel, au sein de la Force L du colonel Leclerc, il combat en Libye lors des campagnes du Fezzan et de Tripolitaine.
En 1943, après avoir pris part à la campagne de Tunisie, il est affecté en Algérie où il est chargé de rallier de nouveaux volontaires au profit des forces françaises libres. Sous son action, plus de 1 200 jeunes français fuyant le régime de Vichy s'engagent dans la 2e division blindée.
Nommé la même année chef de cabinet du Haut-commissaire aux colonies d'Alger, il reprend le service armé un an plus tard au sein du 1er bataillon de choc. Après avoir participé aux combats de libération de la France, il termine la guerre avec le grade de capitaine.

### Après-guerre

#### France et États-Unis
En 1945, il entre au cabinet ministériel de René Pleven, ministre des finances du gouvernement de Charles de Gaulle puis il est envoyé aux États-Unis pour assister Jean Monnet. Il fait ensuite partie de la délégation française participant à la conférence de San Francisco. En 1947, il démissionne de ses fonctions.

#### Palestine / Israël

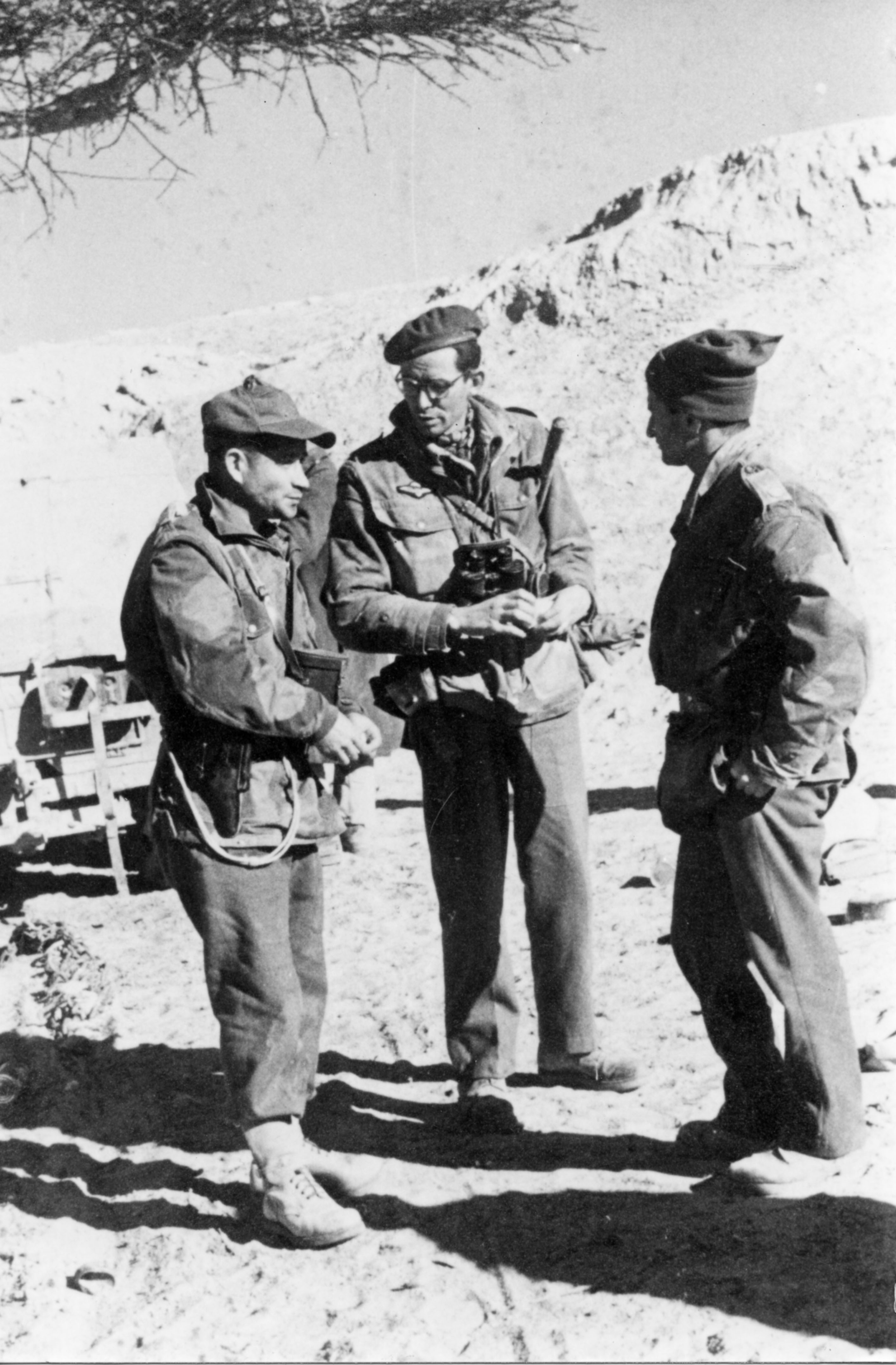
Nahum Sarig (général de brigade), au centre Teddy Eytan (Commandant du commando français) et Uzi Narkis (officier des opérations), dans le cadre de l'opération Horev, Palmach, IDF (v. 1948)

En fin 1947, alors en disponibilité, il contacte à Paris la représentation de l'organisation sioniste Haganah, organisation de défense des installations juives fondée en Palestine mandataire en 1920 .
Lors d'un séjour de cinq semaines, fin 1947, à Sathonay (banlieue lyonnaise) dans le camp d’entraînement militaire dirigé par Elie Oberlander, il développe son esprit d’équipe et améliore sa résistance physique et mentale. Il est ensuite envoyé un centre de transit des émigrants juifs vers la Palestine encore mandataire  à Grand Arénas (environs de Marseille).
Il peut alors partir pour Israël où il arrive le 29 avril 1948 et  il s'engage volontairement dans Tsahal sous le pseudonyme de « Teddy Eytan » ou « Eitan » (en hébreu « puissant »), nom donné par l'officier supérieur l'ayant recruté . Il porte le matricule 17797. Intégré aux Mahal, volontaires étrangers juifs ou non, il participe à la guerre israélo-arabe de 1948-1949,. Il intègre plusieurs bataillons : celui de Ben Gourion et le 89, celui de Moshé Dayan. Au sein du Palmah, spécialisé dans les actions commandos, il combat contre l'armée égyptienne dans le désert du Néguev et s'illustre lors de la prise de la ville de Beer-Sheva, et la conquête de la colline 113, près de Tse'elim ;  dans le livre qu'il a écrit en 1950 et qui fut publié par une maison d'édition suisse, relatant son engagement d'alors, il déclare qu'il a été le premier, avec ses volontaires à pénétrer dans Beer-Sheva et à avoir participé à la prise de cette ville. 
Au sein de l'armée israélienne, il a successivement le grade de  Rav seren (Commandant) le 1 er août 1948. Il prit alors le commandement du bataillon 75. Il crée alors une unité spécifique de combattants, formée des volontaires francophones - le "commando français" - et deviendra ensuite Sgan alouf (Lieutenant-colonel), avant la fin de son service au sein de Tsahal.
À la suite d'une opération ayant laissé l'unité commandée par Thadée Diffre sans soutien malgré ses graves difficultés, en novembre 1948, il rejette une offre de servir plus longtemps au sein de l'armée israélienne en tant qu'officier supérieur et envoie une lettre pleine de contestation et de désespoir à David Ben Gourion, dans laquelle il demande des explications pour le manque de soutien et le mépris que lui et ses soldats avaient reçus. Pour autant, il y promet de rester un ami loyal et dévoué de l'État d'Israël et du peuple juif.
Le 30 janvier 1949, le chef d'état-major israélien Yaacov Dori lui adresse une lettre de remerciements pour toutes les actions qu'il a menées, au sein de la jeune armée israélienne. Au total, Thadée Diffre a servi la Haganah entre décembre 1947 et fin avril 1948 et Tsahal entre le début de mai 1948 et juin 1949.
En décembre 1956, Thadée Diffre visite Israël dont les champs de bataille où il avait combattu et dépose une gerbe sur la tombe du général Yitzhak Sadeh.

##### Le commando français

Thadée Diffre au volant d'une Jeep, entouré de volontaires français (1948)

Le commando français (he) (hébreu : הקומנדו הצרפתי) est un bataillon (75e bataillon) créé par Thadée Diffre (Teddy Eytan) en août 1948. Après des problèmes de comportement de certains de des membres du « Bataillon nord-africain »,, il est réduit à ses meilleurs éléments et constitue une unité d'une centaine de combattants francophones, pour la plupart des immigrants juifs des pays d'Afrique du Nord, de France ou de Belgique mais également des chrétiens épris d'Israël qui ont combattu dans les Forces Françaises Libres et dans les groupes armées de la Résistance intérieure pendant la Seconde Guerre mondiale,.

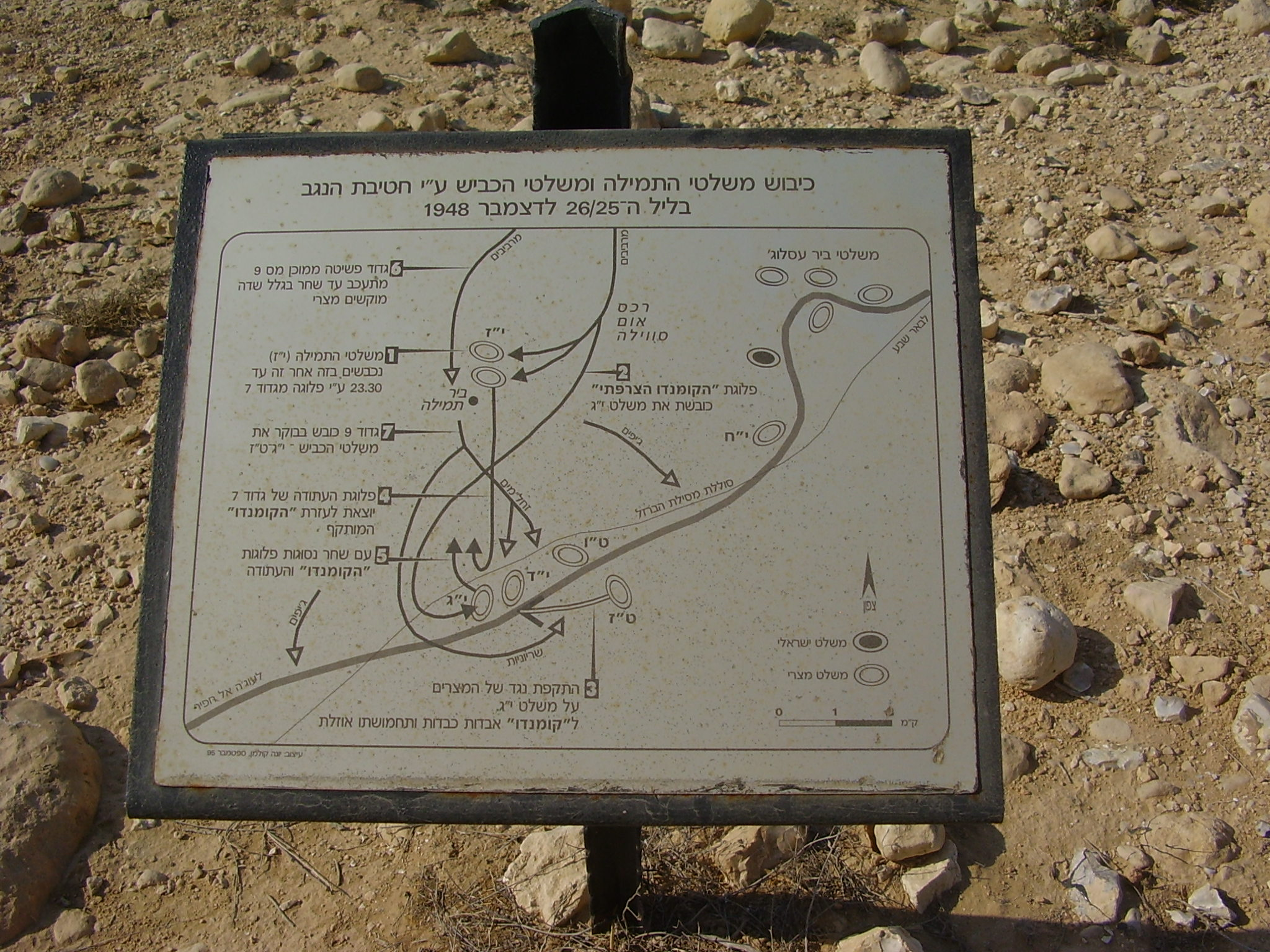
Carte de la bataille autour du puits de Beer Chayil, sur les panneaux indicateurs Tamila, près du moshav Ashalim.

Le commando français figure au sein du neuvième bataillon du Palmach, dans la brigade du Néguev, qui combat pendant la guerre d'indépendance en 1948-1949. Sa première opération a eu lieu le 19 octobre 1948.
Lors de l'opération Horev, en novembre et décembre 1948, le commando français participe aux batailles pour occuper les secteurs de l'armée égyptienne sur la route Be'er Sheva - Nitzana et subit de lourdes pertes (15 morts). Fin 1948, l'unité du commando français est employée à diverses activités pour sécuriser les frontières de la région du Néguev : lutte contre les embuscades, dragage de mines terrestres des voies de circulation, sécurité des routes, etc.

#### Oubangui-Chari
Après sa parenthèse israélienne, Thadée Diffre retrouve l'Afrique en 1949 lorsqu'il est nommé directeur des affaires économiques en Oubangui-Chari.

#### Métropole et Outremer
Il retourne en métropole en 1951 et se remet au service de René Pleven, devenu président du conseil, en tant que conseiller technique du cabinet. Il occupe ensuite la même fonction pour le ministre de la défense Georges Bidault.
Toujours au sein du gouvernement, il occupe le poste de chef de cabinet du secrétaire d'État à la France d'outremer en 1953 puis part pour la Polynésie française où il est secrétaire général jusqu'en 1955.
De retour en métropole, il est de 1956 à 1959, conseiller technique au cabinet du ministre de l'industrie puis du ministre de la santé publique.

#### Côte d'Ivoire
En 1958, Thadée Diffre part pour la Côte d'Ivoire et travaille pour Félix Houphouët-Boigny dont il est directeur-adjoint, puis premier conseiller lorsque celui-ci devient président de la république de Côte d'Ivoire après l'accession du pays à l'indépendance. Il occupe ce poste jusqu'en 1966 avant de devenir secrétaire général du gouvernement de Côte d'Ivoire.

#### Toulouse
Il termine sa carrière dans la fonction publique en tant qu'administrateur en chef de classe exceptionnelle des affaires d'Outre-mer puis occupe un poste de conseiller commercial dans une société civile de Toulouse.
En 1967 et 1968, il se présente aux élections législatives dans la 4e circonscription de la Haute-Garonne sous l'étiquette Union des démocrates pour la Ve République (UD-Ve) puis Union pour la défense de la République (UDR) mais il est battu par le député socialiste sortant Jean Dardé. Exclu de l'UDR en 1970, il est membre de l'Union de la gauche Ve République jusqu'à son décès.

#### Fin de vie
Le 30 décembre 1971, à Orleix dans les Hautes-Pyrénées, Thadée Diffre meurt dans un accident de voiture quand une ambulance le percute alors qu'il sortait d'un parking,,.
Il est inhumé à Tarbes.

## Décorations
|  |  |  |  |  |  |  |
|  |  |  |  |  |  |  |
|  |  |  |  |  |  |  |

## Hommages
- À Beer-Sheva, en Israël, un monument commémoratif rappelle les actions des commandos français lors de la guerre de 1948-1949[6].

- En 1975, une plaque Gilad Katan est installée à la mémoire de Teddy Eitan (nom d'engagement de T. Diffre dans la Haganah) à côté du monument de la Brigade du Néguev, et en 1995, le belvédère du commando français est inauguré au moshav Ashalim. La plaque indique en français[9] :« En l'honneur des héros du commando français qui ont combattu avec la brigade du Palmah (Hanegev) sous le commandement du Capitaine Teddy DIFFRE EITAN pour la libération de Beer-Shéva et du Néguev - Octobre 1948 »

- En 2002, un lycée nommé Teddy Eitan est fondé à Ramla.
- En 2004, la veuve et la fille de Thadée Diffre reçoivent pour lui le ruban de la Guerre d'Indépendance d'Israël (en) des mains de l'ambassadeur d'Israël en France[9].

## Publications
- Neguev : L'héroïque naissance de l'État d'Israël, Genève, Éditions La Baconnière, 1950 (écrit sous le pseudonyme d'Eddy Eytan).

## Filmographie
- Mahal, les volontaires de l'étranger de Didier Martiny, Zanagar Films, 1998-2005.